# Forza Motorsport 2
Forza Motorsport 2 ist ein Rennspiel für die Xbox-360-Spielkonsole, das von Microsoft entwickelt wurde. Es ist der Nachfolger des 2005 erschienenen Forza Motorsport. Am 23. Oktober 2009 erschien in Europa der Nachfolger Forza Motorsport 3, der das bekannte simulationslastige Spielprinzip übernimmt, jedoch den Fuhrpark und die Streckenanzahl ausbaut.

## Spielprinzip
Wie schon beim Vorgänger werden reale Wagen der verschiedensten Hersteller auf zum Teil fiktiven Rennstrecken gefahren. Bei den einzelnen Rennen, welche in verschiedene Klassen unterteilt sind, gewinnt der Spieler Credits einer fiktiven Währung. Hiermit kann der Spieler neue Wagen oder Tuning-Teile für vorhandene Wagen kaufen. Außerdem können die Wagen mit verschiedenen Farben lackiert werden, sowie 4100 Grafiken (Decals), wie Herstellerlogos, Formen oder Buchstaben mittels Editor auf der Karosserie angebracht werden. Dieses ist in mehreren Schichten möglich.
Die Schadensdarstellung wurde, im Vergleich zum ersten Teil, verbessert. So kann man zwischen realistischen, begrenzten und kosmetischen Schäden wählen.
Das Spiel ist per Splitscreen oder Xbox Live auch für Rennen mit bis zu acht Spielern geeignet. Über Xbox Live können Spieler auch Autos untereinander handeln oder verschenken.
Forza 2 läuft bei 60 Hertz mit einer HD-Auflösung von 720p. Das Microsoft Xbox 360 Wireless Racing Wheel wurde ebenfalls für dieses Spiel herausgegeben.

## Autos
Die Auswahl der Wagen erstreckt sich auf über 300 Autos. Hierbei werden Wagen verschiedener Hersteller aus aller Welt angeboten. Unter anderem Mercedes-Benz, Audi, Porsche, Lotus oder Toyota.
Unterteilt werden die Fahrzeuge in verschiedene Klassen:

### Produktionswagen
- Klasse D: normale Straßenfahrzeuge (beispielsweise VW Golf GTI)
- Klasse C: leicht sportliche Straßenfahrzeuge (beispielsweise Audi S4)
- Klasse B: normale Sportwagen (beispielsweise Honda NSX)
- Klasse A: starke Sportwagen (beispielsweise Chevrolet Corvette Z06)
- Klasse S: Super-Sportwagen (beispielsweise Mercedes-Benz CLK-GTR)
- Klasse U: unbegrenzte Leistungsklasse (nur Chrysler ME Four-Twelve Concept Car und TVR Cerbera Speed 12)

### Rennwagen
Wagen dieser Klassen können nicht mit Upgrades verbessert werden.
- Klasse R4: stark veränderte Serienwagen (beispielsweise Porsche 911 GT3 Cup)
- Klasse R3: Hochleistungsrennwagen (beispielsweise Dodge Viper GTS-R)
- Klasse R2: Ultra-Hochleistungsrennwagen (beispielsweise Porsche 911 GT1)
- Klasse R1: Prototyp-Rennwagen (beispielsweise Audi R8 FSI)

## Rennstrecken
Es gibt insgesamt 14 Rennstrecken, davon sind zehn Kurse real und vier fiktiv.

### Reale Strecken
- Laguna Seca
- Mugello
- Nürburgring-Nordschleife
- Road Atlanta
- Sebring International Raceway
- Silverstone Circuit
- Suzuka International Racing Course
- Tsukuba Circuit
- Twin Ring Motegi
- Road America

### Fiktive Strecken
- Maple Valley Raceway
- New York Circuit
- Nissan Speedway
- Sunset Peninsula Infield

## Wertungen
Spieletipps 89 %